# Kanton Oraison
Der Kanton Oraison ist ein französischer Wahlkreis im Département Département Alpes-de-Haute-Provence in der Region Provence-Alpes-Côte d’Azur. Er umfasst drei Gemeinden in den Arrondissements Digne-les-Bains und Forcalquier. Durch die landesweite Neuordnung der französischen Kantone wurde er 2015 neu geschaffen.

## Gemeinden
Der Kanton besteht aus drei Gemeinden mit insgesamt 14.420 Einwohnern (Stand: 1. Januar 2022) auf einer Gesamtfläche von 129,37 km²:
| Gemeinde       | Einwohner 1. Januar 2022 | Fläche km² | Dichte Einw./km² | Code INSEE | Postleitzahl | Arrondissement  |
| -------------- | ------------------------ | ---------- | ---------------- | ---------- | ------------ | --------------- |
| Les Mées       | 3.992                    | 65,40      | 61               | 04116      | 04190        | Digne-les-Bains |
| Oraison        | 6.042                    | 38,42      | 157              | 04143      | 04700        | Forcalquier     |
| Villeneuve     | 4.386                    | 25,55      | 172              | 04242      | 04180        | Forcalquier     |
| Kanton Oraison | 14.420                   | 129,37     | 111              | 0410       | –            | –               |

## Politik
| Vertreter im Départementsrat | Vertreter im Départementsrat     | Vertreter im Départementsrat |
| Amtszeit                     | Namen                            | Partei                       |
| ---------------------------- | -------------------------------- | ---------------------------- |
| 2015–                        | Guylaine Lefebvre Serge Sardella | DVD                          |